# Metacratone del Sahara

Il metacratone del Sahara e le aree limitrofe.

Il termine metacratone del Sahara viene usato per indicare una vasta area di crosta continentale situata nella parte centro-settentrionale dell'Africa.
Viene utilizzata questa particolare terminologia perché, mentre un cratone è una porzione antica e stabile della litosfera terrestre, la dizione metacratone indica un cratone che è stato rimobilizzato durante un evento orogenetico, ma in cui le caratteristiche del cratone originario sono ancora identificabili. 
Per descrivere la stessa zona sono state utilizzate anche altre terminologie che riflettono le differenti visioni sulla sua natura e estensione. Le dizioni impiegate includono: cratone del Nilo, cratone del Sahara-Congo, cratone del Sahara orientale e cratone fantasma del Sahara centrale. Quest'ultima denominazione si riferisce al fatto che le rocce più antiche sono quasi completamente ricoperte da sedimenti più recenti e da sabbie desertiche che rendono difficile l'analisi geologica.

## Estensione
Il metacratone copre un'area di circa 5.000.000 km2. È posizionato tra lo scudo Tuareg a ovest, il cratone del Congo a sud, lo scudo arabo-nubiano a est e il margine continentale nord africano.
Il confine meridionale non è ben definito, ma si può considerare che corra lungo il margine settentrionale della cintura orogenetica Oubangides a sudovest e la dislocazione di Aswa a est. 
Il cratone si trova nell'area sottostante a Egitto, Libia, Sudan occidentale, Kenya settentrionale, Uganda, Congo, Repubblica Centrafricana, Camerun e la parte orientale di Nigeria e Ciad.

## Cronologia
È possibile che il cratone si sia formato durante un periodo di crescita crostale accelerata tra 3000 e 2000 milioni di anni fa. Le rocce più antiche in Egitto datano a circa 2700 milioni di anni fa. Le rocce nella Libia meridionale e nel Ciad orientale sono state datate tra 2900 e 2600 milioni di anni fa. Alcuni geologi datano un episodio di rifting tra 1200 e 950 milioni di anni fa.
Secondo l'orogenesi Pan-Africana, i cratoni che avevano dato luogo al supercontinente Rodinia si riunirono in una disposizione totalmente nuova nel supercontinente Gondwana attorno a 500 milioni di anni fa. 
L'oceano Pharusia, che separava il cratone dell'Africa occidentale dal cratone sahariano attorno a 800 milioni di anni fa, cominciò a chiudersi circa 730 milioni di anni fa; 635 milioni di anni fa i due cratoni entrarono in collisione e il basamento del cratone sahariano subì un'intensa rimodellazione durante questo processo. È anche possibile che il cratone del Sahara si sia decratonizzato, forse oceanizzato, durante l'evento Pan-Africano. Alla fine di questo periodo il cratone risultava ingrandito e apparvero delle fratturazioni. 

Circa 500 milioni di anni fa il cratone si suturò con il cratone del Congo durante l'assemblaggio finale della Gondwana. Anche quando successivamente la Gondwana si suddivise, la placca africana rimase sostanzialmente intatta.
Una differente teoria sull'evoluzione dell'area considera il cratone del Nilo nel sud della Libia e nel Ciad orientale come un'estensione del cratone del Congo, e che rimase come unità intatta durante la fratturazione della Rodinia tra 1800 e 700 milioni di anni fa, e anche durante la successiva orogenesi Pan-Africana. In questo scenario, un frammento del cratone trovato nel massiccio dell'Ahaggar, datato al tardo Proterozoico, viene chiamato cratone del Sahara orientale, originariamente separato dal cratone del Nilo e riunitosi con questo solo durante l'evento Pan-Africano.
Una visione più semplice è di considerare il metacratone del Sahara come un blocco di microcontinenti con origini diverse che furono riunificati durante l'orogenesi Pan-Africana.